# EPrix Marrakeszu 2016
ePrix Marrakeszu 2016 (oryg. 2016 FIA Formula E Marrakesh ePrix) – druga runda Formuły E w sezonie 2016/2017. Zawody odbyły się 12 listopada 2016 roku na ulicznym torze w Marrakeszu.

## Lista startowa
| Nr | Kierowca               | Zespół                          | Samochód             | Silnik                  | Opony |
| -- | ---------------------- | ------------------------------- | -------------------- | ----------------------- | ----- |
| 2  | Sam Bird               | DS Virgin Racing Formula E Team | Spark-Citroën        | Virgin DSV-02           | M     |
| 3  | Nelson Piquet Jr.      | NextEV NIO                      | Spark-NEXTEV         | NEXTEV TCR Formula 002  | M     |
| 4  | Stéphane Sarrazin      | Venturi Formula E Team          | Spark-Venturi        | Venturi VM200-FE-02     | M     |
| 5  | Maro Engel             | Venturi Formula E Team          | Spark-Venturi        | Venturi VM200-FE-02     | M     |
| 6  | Loïc Duval             | Faraday Future Dragon Racing    | Spark-Penske         | Penske 701-EV1          | M     |
| 7  | Jérôme d’Ambrosio      | Faraday Future Dragon Racing    | Spark-Penske         | Penske 701-EV           | M     |
| 8  | Nicolas Prost          | Renault e.Dams                  | Spark-Renault        | Renault Z.E 16          | M     |
| 9  | Sébastien Buemi        | Renault e.Dams                  | Spark-Renault        | Renault Z.E 16          | M     |
| 11 | Lucas Di Grassi        | ABT Schaeffler Audi Sport       | Spark-Abt Sportsline | ABT Schaeffler FE02     | M     |
| 19 | Felix Rosenqvist       | Mahindra Racing Formula E Team  | Spark-Mahindra       | Mahindra M3ELECTRO      | M     |
| 20 | Mitch Evans            | Panasonic Jaguar Racing         | Spark-Jaguar         | Jaguar I-Type 1         | M     |
| 23 | Nick Heidfeld          | Mahindra Racing Formula E Team  | Spark-Mahindra       | Mahindra M3ELECTRO      | M     |
| 25 | Jean-Éric Vergne       | Techeetah                       | Spark-Renault        | Renault Z.E 16          | M     |
| 27 | Robin Frijns           | MS Amlin Andretti               | Spark-Andretti       | ATEC-02                 | M     |
| 28 | António Félix da Costa | MS Amlin Andretti Formula E     | Spark-Andretti       | ATEC-02                 | M     |
| 33 | Ma Qinghua             | Techeetah                       | Spark-Renault        | Renault Z.E 16          | M     |
| 37 | José María López       | DS Virgin Racing Formula E Team | Spark-Citroën        | Virgin DSV-02           | M     |
| 47 | Adam Carroll           | Panasonic Jaguar Racing         | Spark-Jaguar         | Jaguar I-Type 1         | M     |
| 66 | Daniel Abt             | ABT Schaeffler Audi Sport       | Spark-Abt Sportsline | ABT Schaeffler FE02     | M     |
| 88 | Oliver Turvey          | NEXTEV TCR Formula E Team       | Spark-NEXTEV         | NEXTEV TCR FormulaE 002 | M     |
| Nr | Kierowca               | Zespół                          | Samochód             | Silnik                  | Opony |

## Wyniki

### I Sesja treningowa
| Nr | Kierowca        | Konstruktor               | Czas     | Okr. |
| -- | --------------- | ------------------------- | -------- | ---- |
| 11 | Lucas Di Grassi | ABT Schaeffler Audi Sport | 1:21,923 | 23   |

### II Sesja treningowa
| Nr | Kierowca        | Konstruktor    | Czas     | Okr. |
| -- | --------------- | -------------- | -------- | ---- |
| 9  | Sébastien Buemi | Renault e.Dams | 1:20,599 | 16   |

### Kwalifikacje
Źródło: fiaformulae.com
| Poz. | Nr | Kierowca               | Konstruktor                  | Czas     | Poz. s. |
| ---- | -- | ---------------------- | ---------------------------- | -------- | ------- |
| 1    | 25 | Jean-Éric Vergne       | Techeetah                    | 1:20,993 |         |
| 2    | 19 | Felix Rosenqvist       | Mahindra Racing              | 1:21,175 |         |
| 3    | 9  | Sébastien Buemi        | Renault e.Dams               | 1:21,350 |         |
| 4    | 2  | Sam Bird               | DS Virgin Racing             | 1:21,392 |         |
| 5    | 3  | Nelson Piquet Jr.      | NextEV NIO                   | 1:21,651 |         |
| 6    | 66 | Daniel Abt             | ABT Schaeffler Audi Sport    | 1:21,725 | 5       |
| 7    | 8  | Nicolas Prost          | Renault e.Dams               | 1:21,777 | 6       |
| 8    | 88 | Oliver Turvey          | NextEV NIO                   | 1:21,853 | 8       |
| 9    | 27 | Robin Frijns           | MS Amlin Andretti            | 1:21,912 | 9       |
| 10   | 28 | António Félix da Costa | MS Amlin Andretti            | 1:22,073 | 10      |
| 11   | 23 | Nick Heidfeld          | Mahindra Racing              | 1:22,074 | 11      |
| 12   | 11 | Lucas Di Grassi        | ABT Schaeffler Audi Sport    | 1:22,081 | 12      |
| 13   | 37 | José María López       | DS Virgin Racing             | 1:22,133 | 13      |
| 14   | 5  | Maro Engel             | Venturi                      | 1:22,236 | 14      |
| 15   | 4  | Stéphane Sarrazin      | Venturi                      | 1:22,270 | 15      |
| 16   | 20 | Mitch Evans            | Panasonic Jaguar Racing      | 1:22,355 | 16      |
| 17   | 7  | Jérôme d’Ambrosio      | Faraday Future Dragon Racing | 1:22,681 | 17      |
| 18   | 33 | Ma Qinghua             | Techeetah                    | 1:23,248 | 18      |
| 19   | 6  | Loïc Duval             | Faraday Future Dragon Racing | 1:23,933 | 19      |
| 20   | 47 | Adam Carroll           | Panasonic Jaguar Racing      | 1:25,695 | 20      |
| Poz. | Nr | Kierowca               | Konstruktor                  | Czas     | Poz. s. |

#### Super Pole
| 1                 | 19 | Felix Rosenqvist  | Mahindra Racing  | 1:21,509 | 1       |
| 2                 | 9  | Sébastien Buemi   | Renault e.Dams   | 1:21,546 | 7       |
| 3                 | 2  | Sam Bird          | DS Virgin Racing | 1:21,686 | 2       |
| 4                 | 3  | Nelson Piquet Jr. | NextEV NIO       | 1:23,879 | 3       |
| Niesklasyfikowani |    |                   |                  |          |         |
|                   | 25 | Jean-Éric Vergne  | Techeetah        | –        | 4       |
| Poz.              | Nr | Kierowca          | Konstruktor      | Czas     | Poz. s. |

### Wyścig
Źródło: Wyprzedź Mnie!
| P                 | + / –     | Nr | Kierowca               | Konstruktor                  | Okr. | Czas / Strata | Komentarz |
| ----------------- | --------- | -- | ---------------------- | ---------------------------- | ---- | ------------- | --------- |
| 1                 | 6         | 9  | Sébastien Buemi        | Renault e.Dams               | 33   | –             |           |
| 2                 | Bez zmian | 2  | Sam Bird               | DS Virgin Racing             | 33   | +0:02,457     |           |
| 3                 | 2         | 19 | Felix Rosenqvist       | Mahindra Racing              | 33   | +0:07,195     |           |
| 4                 | 2         | 8  | Nicolas Prost          | Renault e.Dams               | 33   | +0:11,586     |           |
| 5                 | 7         | 11 | Lucas Di Grassi        | ABT Schaeffler Audi Sport    | 33   | +0:13,771     |           |
| 6                 | 1         | 66 | Daniel Abt             | ABT Schaeffler Audi Sport    | 33   | +0:18,233     |           |
| 7                 | 1         | 88 | Oliver Turvey          | NextEV NIO                   | 33   | +0:21,710     |           |
| 8                 | 4         | 25 | Jean-Éric Vergne       | Techeetah                    | 33   | +0:28,011     |           |
| 9                 | 2         | 23 | Nick Heidfeld          | Mahindra Racing              | 33   | +0:33,699     |           |
| 10                | 3         | 37 | José María López       | DS Virgin Racing             | 33   | +0:33,863     |           |
| 11                | 2         | 27 | Robin Frijns           | MS Amlin Andretti            | 33   | +0:37,092     |           |
| 12                | 3         | 4  | Stéphane Sarrazin      | Venturi                      | 33   | +0:40,683     |           |
| 13                | 4         | 7  | Jérôme d’Ambrosio      | Faraday Future Dragon Racing | 33   | +0:42,034     |           |
| 14                | 6         | 47 | Adam Carroll           | Panasonic Jaguar Racing      | 33   | +0:49,026     |           |
| 15                | 3         | 33 | Ma Qinghua             | Techeetah                    | 33   | +0:50,433     |           |
| 16                | 13        | 3  | Nelson Piquet Jr.      | NextEV NIO                   | 33   | +1:15,452     |           |
| 17                | 1         | 20 | Mitch Evans            | Panasonic Jaguar Racing      | 32   | +1 okr.       |           |
| 18                | 1         | 6  | Loïc Duval             | Faraday Future Dragon Racing | 30   | +3 okr.       |           |
| Niesklasyfikowani |           |    |                        |                              |      |               |           |
|                   |           | 5  | Maro Engel             | Venturi                      | 26   | +7 okr.       |           |
|                   |           | 28 | António Félix da Costa | MS Amlin Andretti            | 21   | +12 okr.      |           |
| P                 | + / –     | Nr | Kierowca               | Konstruktor                  | Okr. | Czas / Strata | Komentarz |

### Najszybsze okrążenie
| Nr | Kierowca   | Konstruktor                  | Czas     | Okr. |
| -- | ---------- | ---------------------------- | -------- | ---- |
| 6  | Loïc Duval | Faraday Future Dragon Racing | 1:22,600 | 30   |

### Prowadzenie w wyścigu
Źródło: Racing–Reference.info
| Nr                              | Kierowca         | Okrążenia    | Suma |
| ------------------------------- | ---------------- | ------------ | ---- |
| 19                              | Felix Rosenqvist | 1-16, 17-26  | 25   |
| 9                               | Sébastien Buemi  | 16-17, 26-33 | 8    |
| \| Wykres \| \| ------ \| \| \| |                  |              |      |
| Wykres                          |                  |              |      |
|                                 |                  |              |      |

## Klasyfikacja po zakończeniu wyścigu

### Kierowcy
| P  | +/− | Kierowca               | Starty | Punkty | P1 | P2 | P3 | PP | NO | NS |
| -- | --- | ---------------------- | ------ | ------ | -- | -- | -- | -- | -- | -- |
| 1  | 0   | Sébastien Buemi        | 2      | 50     | 2  | –  | –  | –  | –  | –  |
| 2  | 0   | Lucas Di Grassi        | 2      | 28     | –  | 1  | –  | –  | –  | –  |
| 3  | +1  | Nicolas Prost          | 2      | 24     | –  | –  | –  | –  | –  | –  |
| 4  | +7  | Felix Rosenqvist       | 2      | 20     | –  | –  | 1  | 1  | 1  | –  |
| 5  | +9  | Sam Bird               | 2      | 18     | –  | 1  | –  | –  | –  | –  |
| 6  | −3  | Nick Heidfeld          | 2      | 17     | –  | –  | 1  | –  | –  | –  |
| 7  | −2  | António Félix da Costa | 2      | 10     | –  | –  | –  | –  | –  | 1  |
| 8  | 0   | Oliver Turvey          | 2      | 10     | –  | –  | –  | –  | –  | –  |
| 9  | −3  | Robin Frijns           | 2      | 8      | –  | –  | –  | –  | –  | –  |
| 10 | N   | Daniel Abt             | 2      | 8      | –  | –  | –  | –  | –  | 1  |
| 11 | −4  | Jérôme d’Ambrosio      | 2      | 6      | –  | –  | –  | –  | –  | –  |
| 12 | N   | Jean-Éric Vergne       | 2      | 4      | –  | –  | –  | –  | –  | 1  |
| 13 | −4  | Nelson Piquet Jr.      | 2      | 3      | –  | –  | –  | 1  | –  | –  |
| 14 | −4  | Maro Engel             | 2      | 2      | –  | –  | –  | –  | –  | 1  |
| 15 | 0   | Loïc Duval             | 2      | 2      | –  | –  | –  | –  | 1  | –  |
| 16 | −4  | Stéphane Sarrazin      | 2      | 1      | –  | –  | –  | –  | –  | –  |
| 17 | N   | José María López       | 2      | 1      | –  | –  | –  | –  | –  | 1  |
| 18 | −5  | Adam Carroll           | 2      | 0      | –  | –  | –  | –  | –  | –  |
| 19 | N   | Ma Qinghua             | 2      | 0      | –  | –  | –  | –  | –  | 1  |
| 20 | N   | Mitch Evans            | 2      | 0      | –  | –  | –  | –  | –  | 1  |
| P  | +/− | Kierowca               | Starty | Punkty | P1 | P2 | P3 | PP | NO | NS |

### Zespoły
| P  | +/− | Konstruktor                  | Starty | Punkty | P1 | P2 | P3 | PP | NO | NS |
| -- | --- | ---------------------------- | ------ | ------ | -- | -- | -- | -- | -- | -- |
| 1  | 0   | Renault e.Dams               | 4      | 74     | 2  | –  | –  | –  | –  | –  |
| 2  | +2  | Mahindra Racing              | 4      | 37     | –  | –  | 2  | 1  | 1  | –  |
| 3  | −1  | ABT Schaeffler Audi Sport    | 4      | 36     | –  | 1  | –  | –  | –  | 1  |
| 4  | +5  | DS Virgin Racing             | 4      | 19     | –  | 1  | –  | –  | –  | 1  |
| 5  | −2  | MS Amlin Andretti            | 4      | 18     | –  | –  | –  | –  | –  | 1  |
| 6  | −1  | NextEV NIO                   | 4      | 13     | –  | –  | –  | 1  | –  | –  |
| 7  | −1  | Faraday Future Dragon Racing | 4      | 8      | –  | –  | –  | –  | 1  | –  |
| 8  | N   | Techeetah                    | 4      | 4      | –  | –  | –  | –  | –  | 2  |
| 9  | −2  | Venturi                      | 4      | 3      | –  | –  | –  | –  | –  | 1  |
| 10 | −2  | Panasonic Jaguar Racing      | 4      | 0      | –  | –  | –  | –  | –  | 1  |
| P  | +/− | Kierowca                     | Starty | Punkty | P1 | P2 | P3 | PP | NO | NS |